# Zeppelin NT

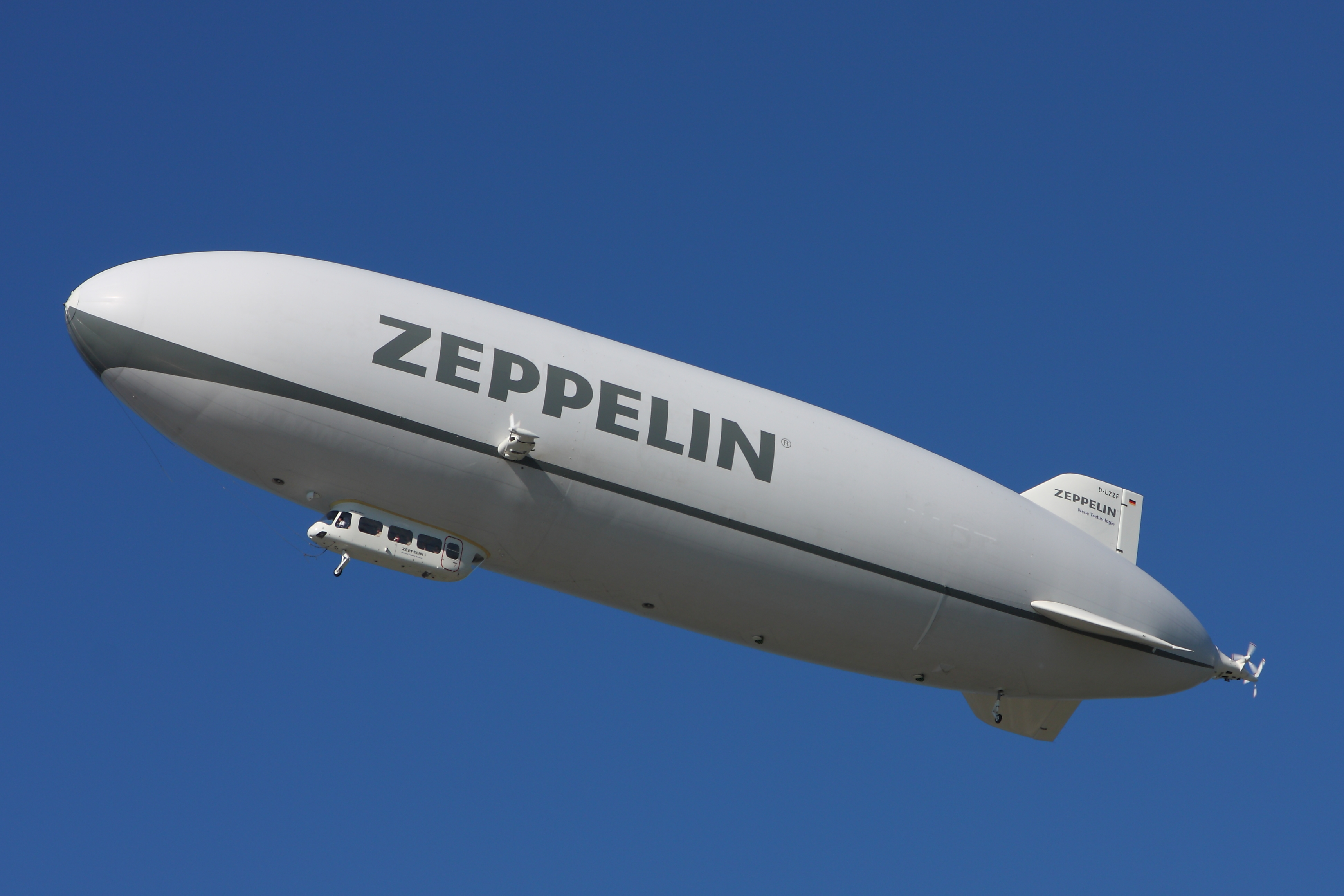
Zeppelin NT, 2010

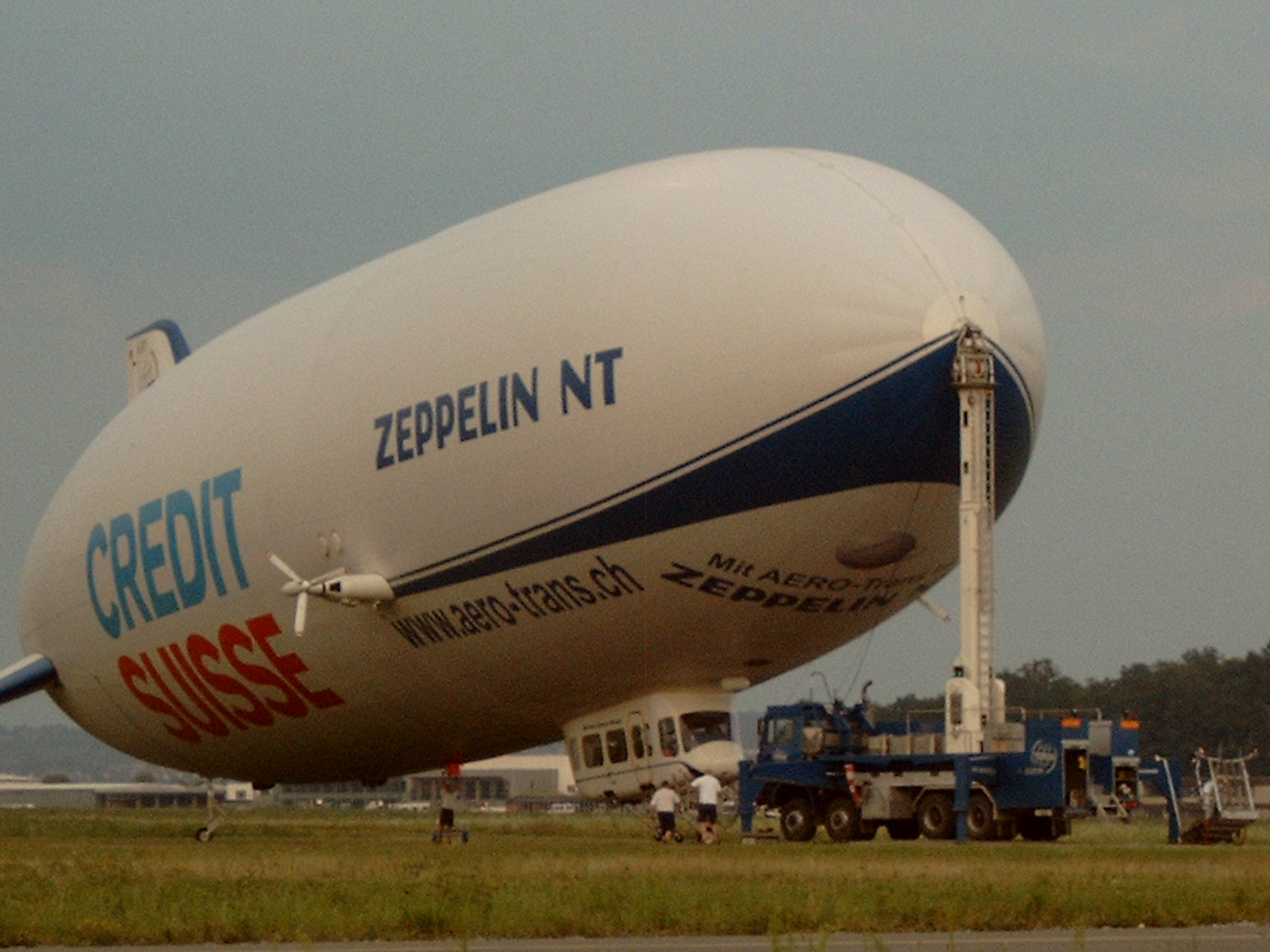
Zeppelin NT

Zeppelin NT is een reeks luchtschepen van de Duitse onderneming ZLT Zeppelin Luftschifftechnik GmbH & Co. KG, een in 1993 opgerichte voortzetting van het bedrijf Luftschiffbau Zeppelin Gesellschaft GmbH, opgericht door graaf Ferdinand von Zeppelin, dat ook de Duitse zeppelins produceerde. Het achtervoegsel NT staat voor New Technology. Het bedrijf is gevestigd in Friedrichshafen.

## Techniek
De Zeppelin NT is uitgerust met kantelbare propellermotoren, die een dubbele functie hebben. De eerste is de voortstuwing.
De Zeppelin NT heeft een gewicht van iets meer dan 10.000 kg. Ze zijn voor de opwaartse kracht met helium gevuld. Het gewicht van de Zeppelin NT kan verschillen, 300 kg meer of minder, maar daarvoor wordt door de kantelbare propellermotoren gecompenseerd: de tweede functie van de motoren. 
De luchtschepen die dit bedrijf sinds 18 september 1997 produceert zijn van het halfstijve type en mogen dus eigenlijk geen zeppelins genoemd worden. De Zeppelin NT heeft, in tegenstelling tot de oorspronkelijke zeppelins, geen volledig inwendig frame in de ballon, maar slechts een verstevigde kiel. 
Bij het landen zijn, dankzij een vernuftig systeem met twee haaks op elkaar gemonteerde zwenkbare propellers, slechts drie mensen op de grond benodigd. De Zeppelin NT meert af aan een mast die op een voertuig is gemonteerd. Eenmaal hieraan bevestigd kan met dit voertuig het luchtschip de hangar in worden gereden.
Het luchtschip van het type LZ N07 heeft een versterkte kiel met een gewicht van circa 1000 kg en biedt plaats aan 14 personen: twee piloten en 12 passagiers. Van dit type varen er drie (in 2010): een in Japan, een in Europa en een in de Verenigde Staten.